# فابريتسيو ميخيا
فابريتسيو ميخيا (بالإسبانية: Fabrizio Mejía Madrid)‏ هو صحفي وكاتب مكسيكي، ولد في 1968 في مدينة مكسيكو في المكسيك.